# Hybride cryptografie
Onder hybride cryptografie wordt in de cryptografie een combinatie van asymmetrische en symmetrische cryptografie verstaan, bijvoorbeeld met behulp van sessiesleutels in het geval van computernetwerken. Bij hybride cryptografie wordt de verbinding eerst asymmetrisch tot stand gebracht met behulp van een combinatie van een publieke en een geheime sleutel. Vervolgens vindt de gegevensoverdracht symmetrisch plaats. Op deze manier wordt zowel van de snelheid van de symmetrische methode als van de veiligheid van de asymmetrische methode geprofiteerd. 
Het versturen van e-mails gebeurt ook via hybride cryptografie. Eerst wordt de oorspronkelijke e-mail door middel van een willekeurig wachtwoord symmetrisch versleuteld, waarna het wachtwoord asymmetrisch met de afzonderlijke sleutels van elke ontvanger wordt gecombineerd. Hierdoor blijft de grootte van de e-mail beperkt.